# A rózsa vére (televíziós sorozat)
A rózsa vére (eredeti cím: Stephen King's Rose Red vagy röviden Rose Red) 2002-ben bemutatott amerikai televíziós minisorozat. A produkciót Craig R. Baxley rendezte a népszerű horroríró, Stephen King forgatókönyvéből.
A minisorozatot az Amerikai Egyesült Államokban az ABC adta le 2002. január 27. és 29. között. Magyarországon 2002. szeptember 3-án, DVD-n jelent meg.

## Cselekmény
Seattle városában található a Rose Red nevű birtok, ami a híresztelések szerint egy szellemjárta hely, ahol legalább 23 ember halt meg vagy tűnt el. Dr. Joyce Reardon egy nem éppen szokványos módszereket alkalmazó professzor a helyi egyetem pszichológia tanszékén, aki utána akar járni a helynek és bizonyítékot készíteni arról, hogy a helyen tényleg paranormális dolgok történnek.

## Szereplők
| Szereplő                | Színész           | Magyar hang        | Foglalkozás                     | Képesség                                    |
| ----------------------- | ----------------- | ------------------ | ------------------------------- | ------------------------------------------- |
| Dr. Joyce Reardon       | Nancy Travis      | Tóth Enikő         | a parapszichológia professzora  | nincs                                       |
| Steven Rimbauer         | Matt Keeslar      | Rékasi Károly      | ismeretlen                      | telepátia (csak a Rose Red kastélyon belül) |
| Rachel "Sister" Wheaton | Melanie Lynskey   | Zsigmond Tamara    | pincérnő                        | nincs                                       |
| Annie Wheaton           | Kimberly J. Brown |                    | nincs                           | telekinézis, telepátia                      |
| Cathy Kramer            | Judith Ivey       | Menszátor Magdolna | ismeretlen                      | automatikus írás                            |
| Emery Waterman          | Matt Ross         | Fekete Zoltán      | ismeretlen                      | múltbalátás                                 |
| Nick Hardaway           | Julian Sands      | Kulka János        | ismeretlen                      | telepátia                                   |
| Pam Asbury              | Emily Deschanel   | Götz Anna          | ismeretlen                      | Psychometry                                 |
| Victor "Vic" Kandinsky  | Kevin Tighe       | Konrád Antal       | ismeretlen                      | Precognitive                                |
| Dr. Carl Miller         | David Dukes       |                    | a pszichológia tanszék vezetője | nincs                                       |
| Dr. Carl Miller         | Craig Baxley Jr   |                    | a pszichológia tanszék vezetője | nincs                                       |
| Kay Waterman            | Laura Kenny       | Némedi Mari        | ismeretlen                      | nincs                                       |
| Kevin Bollinger         | Jimmi Simpson     |                    | egyetemi hallgató/riporter      | nincs                                       |